# Gametangio
Il gametangio è una struttura pluricellulare riproduttiva che protegge e racchiude i gameti di una pianta. Il gametangio è una struttura atta a proteggere i gameti, gli sporangi invece sono atti a proteggere le spore dall'ambiente. Il gametangio maschile delle briofite e delle pteridofite è l'anteridio, il gametangio femminile delle briofite è l'archegonio. Il gametangio maschile delle alghe è lo spermatangio, il gametangio femminile delle alghe è l'oogone.